# Gaetano Maria Travasa
Padre Gaetano Maria Travasa, al secolo Giorgio (Bassano del Grappa, 31 maggio 1698 – Venezia, 16 gennaio 1774), è stato un religioso e storico italiano.
È autore di un'importante Storia critica delle vite degli Eresiarchi del I, II, III, IV secolo (Venezia 1752-62).

## Biografia
Gaetano Maria Travasa nacque a Bassano il 31 Marzo 1698. A sedici anni, il 7 Febbraio 1715, professò in Venezia l'Istituto dei chierici regolari teatini. Studiò quindi filosofia e teologia a Bologna, Firenze e Roma. Acquistò presto fama di predicatore ed erudito. Costruì una vasta biblioteca e si dedicò allo studio della storia della Chiesa primitiva, della Bibbia e dell'innologia. 
Negli anni '40 del '700 Travasa concepì il progetto di una grande opera sulla vita primi eresiarchi cristiani. Nel 1746 pubblicò la Vita di Ario e nei dieci anni successivi diede alle stampe i cinque volumi delle Vite degli eresiarchi dei primi tre secoli dell'era cristiana. La Vita di Mani, che chiude l'ultimo volume, è preceduta da quattro dissertazioni: la prima sugli Adamiti e sulla Histoire Critique de Manichée et du Manichéisme di Isaac de Beausobre; la seconda sul valore storico degli Atti della disputa del vescovo Archelao di Carcara contro Mani scritti da Egemonio a metà del IV secolo, e gli ultimi due su Sciziano e Terebinto, i due precursori di Mani.
Travasa morì a Venezia il 16 gennaio 1774.